# Sinar Pagi (Tanah Pinem)
Sinar Pagi is een bestuurslaag in het regentschap Dairi van de provincie Noord-Sumatra, Indonesië. Sinar Pagi telt 440 inwoners (volkstelling 2010).